# فرانسيسكا أغيري
فرانسيسكا أغيري (بالإسبانية: Francisca Aguirre)‏ هي كاتِبة وشاعرة إسبانية، ولدت في 27 أكتوبر 1930 في أليكانتي في إسبانيا، وتوفيت في 13 أبريل 2019 في مدريد في إسبانيا.